# چه آتش‌ها
چه آتش‌ها نام یکی از آلبوم‌های موسیقی همایون شجریان است که با آهنگسازی علی قمصری در سال ۱۳۹۲ منتشر شد. دارای ۱۷ قطعه می‌باشد و مربوط به کنسرت سال ۹۰ تالار وحدت تهران می‌باشد.

## فهرست قطعات
- آواز بیات ترک
- تصنیف بزم تو
- تک‌نوازی تار
- تصنیف نه گریه‌ای
- تصنیف دلم دیوانه شد
- آواز گناه عشق
- قطعه راه‌ها
- مقدمه دشتی
- تصنیف دل افروزتر از صبح
- مقدمه اصفهان
- تصنیف یاران موافق
- همنوازی کوبه‌ای
- تصنیف شرم و شوق
- تصنیف بی‌همگان
- ساز و آواز راست پنج‌گاه
- آواز زورق شکسته
- تصنیف چه آتش‌ها

## متن قطعه «آواز بیات ترک»
ای دل تو ندانستی قدر گل و بستان را
بیهوده چه می‌نالی بیداد زمستان را
گل خرم و سرو آزاد بلبل همه در فریاد
گل خرم و سرو آزاد بلبل همه در فریاد
الحق که ستم کردند مرغان مرغان خوش الحان را
در فصل گلم آن کو در کنج قفس افکند
می‌برد ز یادم کاش شب‌های گلستان را
تنها ز تو دردی ماند ای مونس جان با من
خواهم که نخواهم هیچ با درد تو درمان را
شعر: عماد خراسانی

## متن قطعه «تصنیف بزم تو»
بزم تو مرا می‌طلبد، آمدم ای جان
من عودم و از سوختنم نیست رهایی
تا در قفس بال و پر خویش اسیرست
بیگانهٔ پرواز بود مرغ هوایی
افسوس بر آن چشم که با پرتو صد شمع
در آینه ات دید و ندانست کجایی
وقت است که بنشینی و گیسو بگشایی
تا با تو بگویم غم شب‌های جدایی
شعر: هوشنگ ابتهاج